# Бела (Потенца)
Бела (итал. Bella) је насеље у Италији у округу Потенца, региону Базиликата.
Према процени из 2011. у насељу је живело 2539 становника. Насеље се налази на надморској висини од 674 м.

## Становништво
| 1931. | 1936. | 1951. | 1961. | 1971. | 1981. | 1991. | 2001. | 2011. |
| ----- | ----- | ----- | ----- | ----- | ----- | ----- | ----- | ----- |
| 4.514 | 5.103 | 6.375 | 6.194 | 6.598 | 5.882 | 5.789 | 5.440 | 5.240 |